# Kathedrale von Trujillo

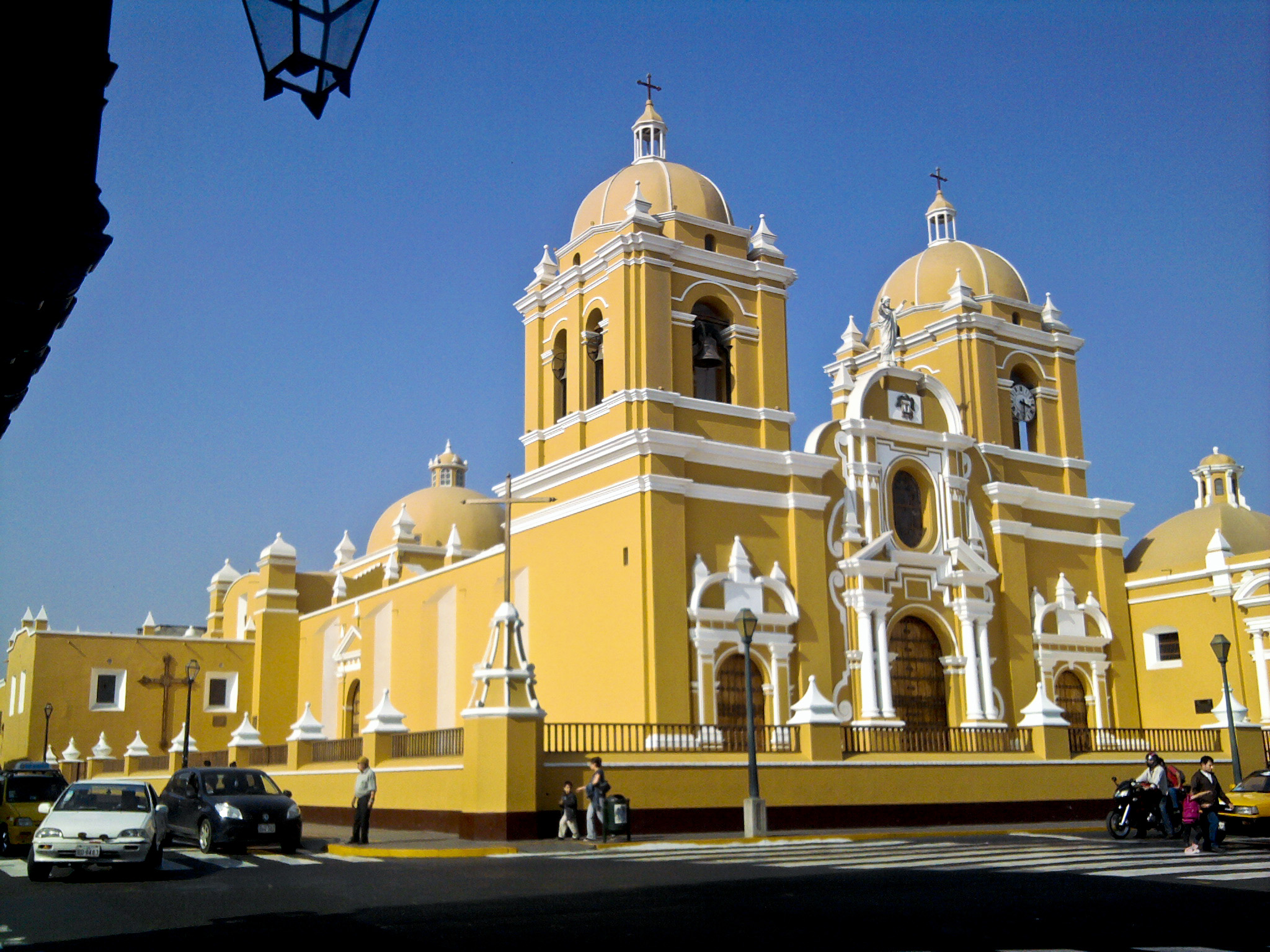
Fassade der Kathedrale

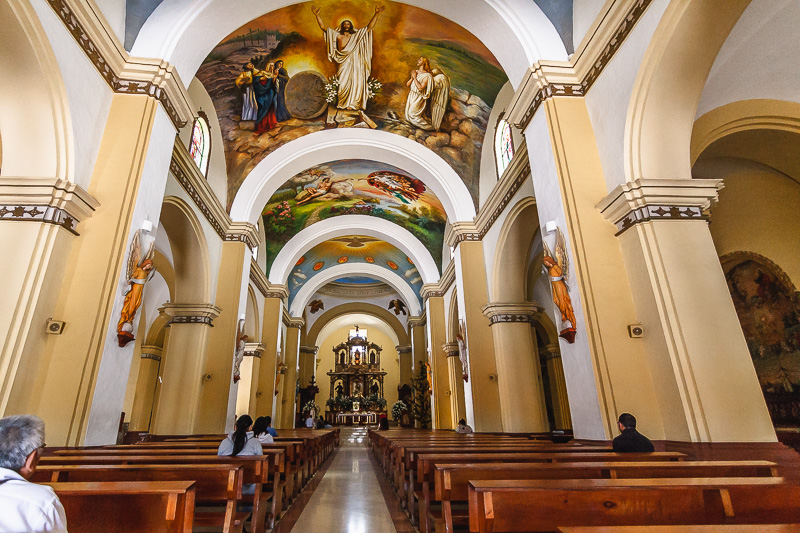
Innenraum mit Blick zum Hauptaltar

Die Kathedrale von Trujillo oder Kathedralbasilika St. Maria (spanisch Catedral basílica de Santa María) ist die Hauptkirche von Trujillo, Peru. Die Kathedrale des Erzbistums Trujillo mit dem Titel einer Basilica minor wurde von 1647 bis 1666 errichtet.

## Geschichte
Der erste Bau der Kirche wurde bei der Gründung von Trujillo ab 1535 in einfacher Form errichtet. Im Jahr 1616 wurde diese Kirche von Papst Paul V. zur Kathedrale des neuen Bistums erhoben. In dem verheerenden Erdbeben vom 14. Februar 1619 wurde die Kirche zusammen mit der Stadt zerstört. Der Wiederaufbau wurde an Bartolomé de las Cuevas in Auftrag gegeben, hat aber das Erdbeben vom 29. Februar 1635 nicht überstanden. Die dritte, erdbebenfestere Konstruktion wurde 1647 an den Architekten Francisco de Soto Ríos vergeben und dann 1666 von Francisco Balboa vollendet.

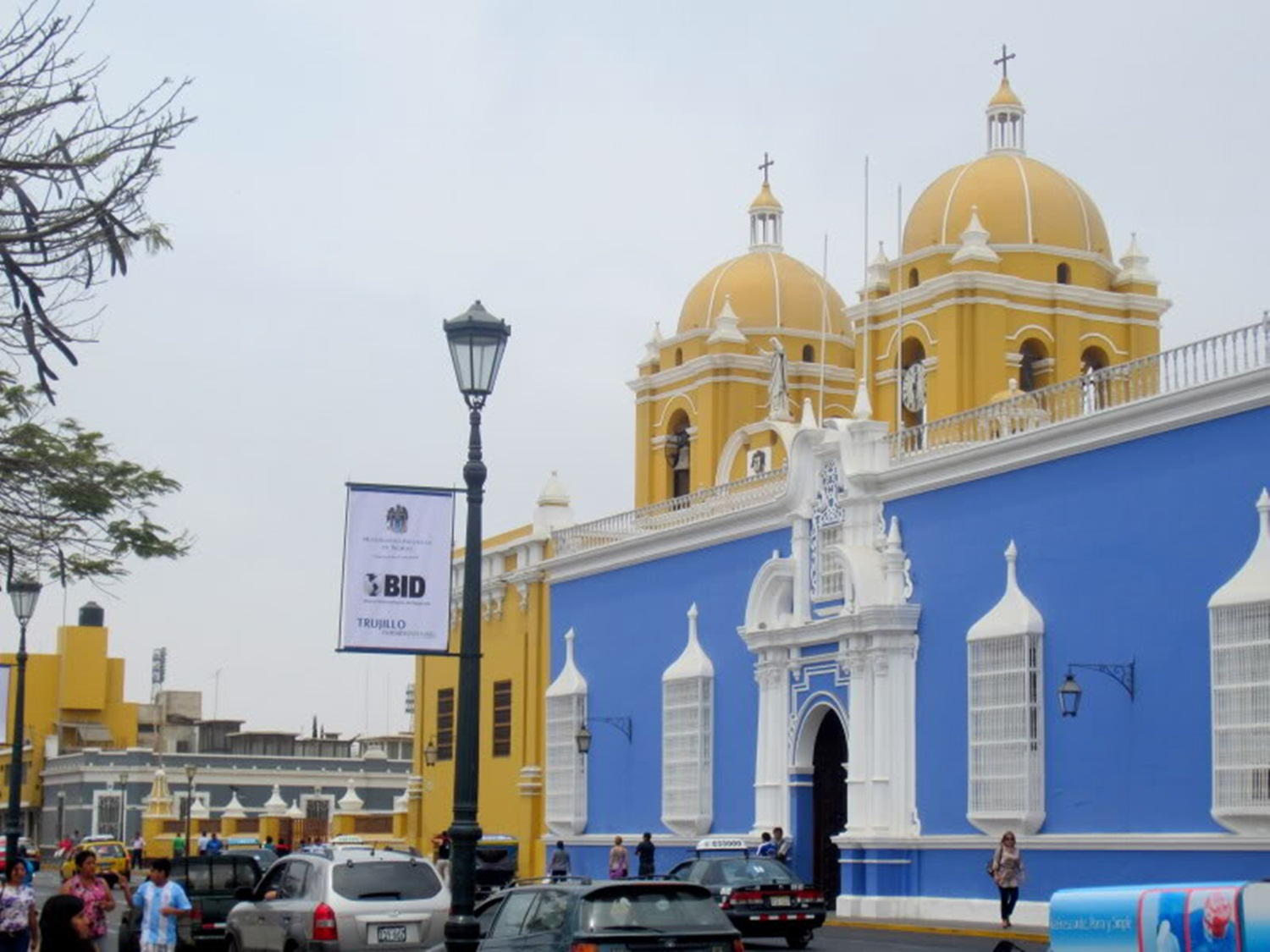
Erzbischöfliches Palais

1911 erfolgten umfangreichen Umbauten mit einer Erweiterung im Chor und einer Umgestaltung des Hauptaltars. Der Ziegelboden wurde im Langhaus durch Fliesen und im Chor durch einen Marmorboden ersetzt. Am 23. August 1967 wurde die Kathedrale von Papst Paul VI. zur Basilica minor erhoben. Das Erdbeben von 1970 beschädigte jedoch einen Teil der Kirche schwer und ließ den Glockenturm und die Kuppel einstürzen, wobei auch der umgebaute Hauptaltar zerstört wurde. In den folgenden zwei Jahrzehnten wurde das Bauwerk vollständig restauriert. 1972 wurde sie zum nationalen Kulturgut Perus erklärt.

## Kathedrale
Die Doppelturmfassade der Kirche ist auffallend gelb gestrichen mit weißen Absetzungen. Das Langhaus wurde als dreischiffige Pseudobasilika mit einer Vierungskuppel errichtet. Der Innenraum der Kirche ist nüchtern gestaltet, die Decken wurden als Tonnengewölbe ausgeführt. Auffällig ist der freistehende Hauptaltar im barocken Churrigueresque-Stil mit Rokoko-Altarbildern der Malschule von Cuzco. Diese Art von Altarbild gibt es in Peru nur noch in der Kathedrale von Cusco. Weiterhin bedeutend sind die ältesten Altarbilder von Trujillo, St. Peter und Johannes der Täufer vom Ende des 17. Jahrhunderts, sowie das Chorgestühl.
Das anschließende Museo Catedralício zeigt Kolonialgemälde, Silberarbeiten, Heiligenfiguren und Messgewänder aus der Zeit des Vizekönigreichs.